# 筒賀站
筒賀站（日语：／ Tsutsuga eki */?）是位於廣島縣山縣郡筒賀村（現時：安藝太田町）中筒賀，西日本旅客鐵道（JR西日本）可部線的鐵路車站（廢站）。

## 歷史
在此站啟用前，於可部上已有筒賀站。隨後在此站開業前才改名為田之尻站。
- 1969年（昭和44年）7月27日：國鐵可部線 加計站至三段峽站之間開通，此站啟用，當時為一般車站和業務委託車站[1][2]。
- 1978年（昭和53年）10月1日：結束車載貨物起卸業務（變為純客運車站）[1]。
- 1985年（昭和60年）2月1日：成為無人車站[3]（成為簡易委託車站）
- 1987年（昭和62年）4月1日：伴隨國鐵分割民營化，車站由西日本旅客鐵道（JR西日本）營運[1]。
- 2003年（平成15年）12月1日：車站廢除。

### 站名的由來
車站取自所在地的村名（廣島縣山縣郡筒賀村）。

## 車站構造

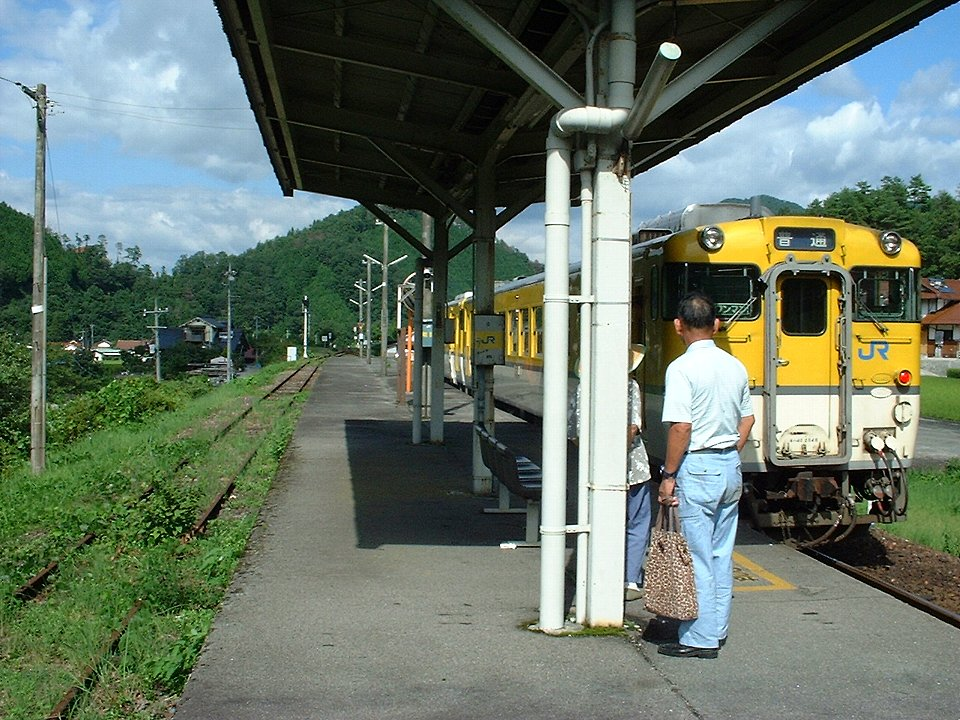
月台（2003年8月）

此站是地面車站，設有1面2線的島式月台，當時可進行列車交會。在晩年隨著加計至三段峽之間變為Staff閉塞。使此站實際上單線化，只使用南邊的路軌。
此站設有站舍，為一座簡易委託車站。站內設有車內發票終端以發售車票。通過檢票口後沿樓梯步行至路堤上，越過上行線（北邊路軌）可到達月台的西端。

## 車站周邊
車站北邊設有太田川支流的筒賀川。在筒賀川北邊設有國道186號（國道434號重疊區間）。車站與國道186號之間設有筒賀村（現時：安藝太田町）道連接。在車站後方（南邊）設有廣島縣道303號上筒賀筒賀停車場線。在該縣道南方設有中國自動車道。車站西南方設有中國自動車道筒賀停車區。
由於筒賀村強烈希望在村內設站，使在上殿至土居之間，可部線繞經筒賀村中心。但是筒賀村公所（現時：安藝太田町公所筒賀支所）、筒賀村立（現時：安藝太田町立）筒賀小學和筒賀村立筒賀中學（現時：安藝太田町立安藝太田中學）均位於車站西邊1公里左右。

## 現狀
現時站舍、月台和附近的路軌已經被撤去。車站遺址周邊的路軌部分變為町道。
連接站舍與路堤上月台之間的樓梯還存在。

## 相鄰車站
西日本旅客鐵道（JR西日本）
可部線
殿賀－筒賀－土居

## 注腳
1. 1 2 3 4  石野哲（編）.  初版. JTB. 1998-10-01: 282. ISBN 978-4-533-02980-6 （日语）.
2. 1 2  . 交通新聞 (交通協力会). 1969-07-16: 1 （日语）.
3. ↑  . 鐵道公報（日语：鉄道公報） (日本國有鐵道總裁室文書課). 1985-02-01: 2 （日语）.
4. ↑  . 中国新聞.   [2024-01-04]. （原始内容存档于2024-01-04） （日语）.

## 相關項目
- 日本鐵路車站列表 Tsu

## 外部連結
- 筒賀站，存于 - JR西日本
- 「可部線花と暮らし」 廃校の譜 -木造の学舎風格今も-，存于 - 中國新聞